# 福重ジャンクション

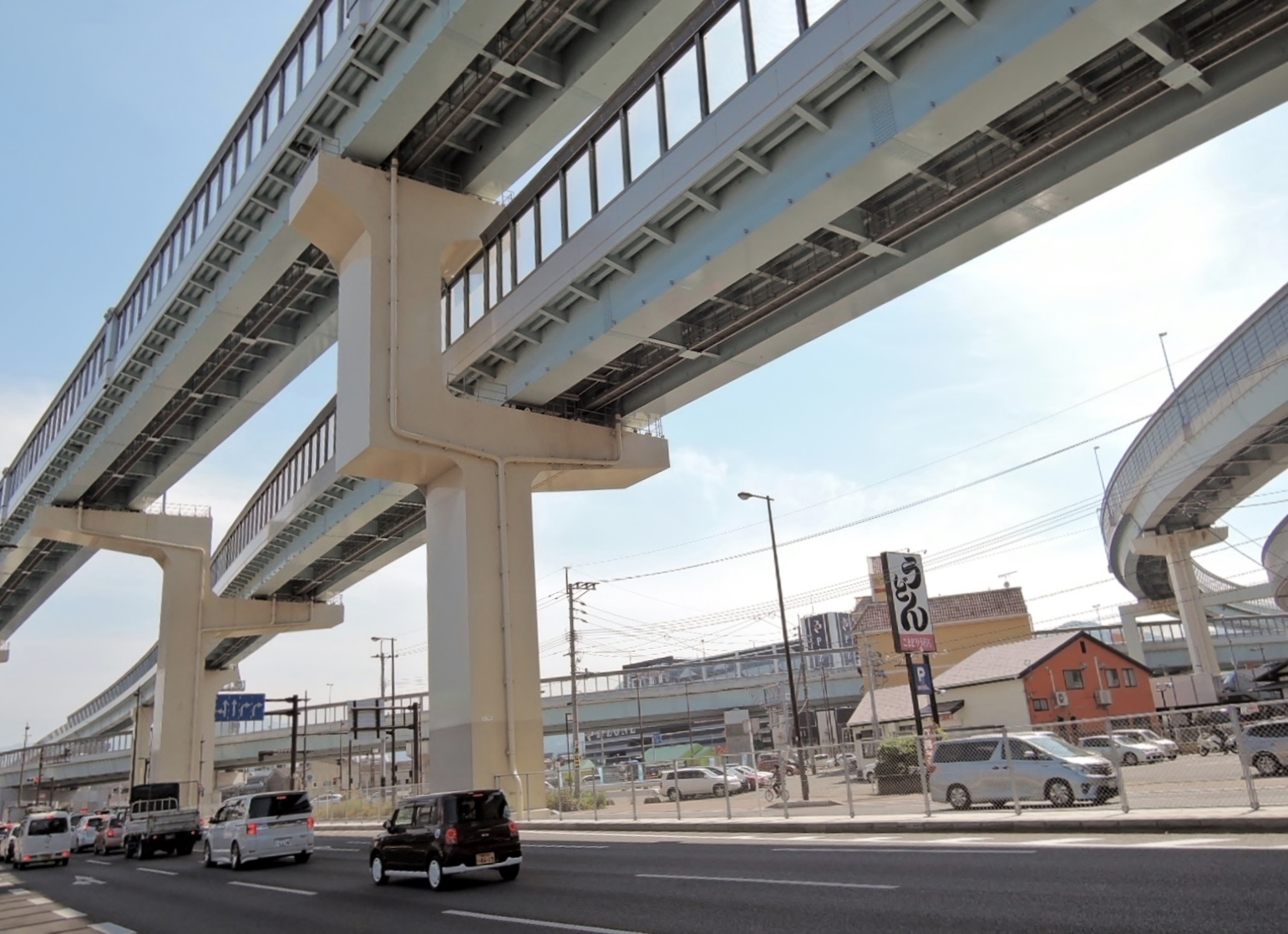
福岡高速環状線。手前の道路は愛宕出入口方面から、野芥出入口方面を望む。右手の道路は、西九州自動車道路と百道方面を接続する。奥の道路は西九州自動車道路と野芥方面を接続する。

福重ジャンクション（ふくしげジャンクション）は、福岡県福岡市西区福重にある福岡都市高速環状線及び西九州自動車道・福岡前原有料道路を結ぶジャンクションである。
2011年2月26日に当時の5号線（現在の環状線）と西九州自動車道が接続し、2012年7月21日に環状線の渡り線が開通した。

## 歴史
- 2001年（平成13年）10月13日 - 百道出入口-福重JCT間開通に伴い、千鳥橋JCT方面～西九州自動車道間が片側2車線で供用開始。
- 2011年（平成23年）2月26日 - 野芥出入口-福重JCT間開通に伴い、月隈JCT方面～西九州自動車道間が片側1車線で供用開始。
- 2012年（平成24年）7月21日 - 環状線の渡り線が片側2車線で供用開始[1]。

## 接続する道路
- 福岡高速環状線
- E35 西九州自動車道

## 隣
福岡高速環状線
福重出入口 - 福重JCT - (115)石丸入口/福重出口
E35 西九州自動車道（福岡前原有料道路）
福重JCT - 拾六町IC